# ماركو روث
ماركو روث (بالإنجليزية: Marco Roth)‏ هو ناقد أدبي وصحفي أمريكي، ولد في 1974.